# Zapasy na Letnich Igrzyskach Olimpijskich 1936
Zapasy na Letnich Igrzyskach Olimpijskich 1936 zostały rozegrane w dniach 2 – 9 sierpnia. Zawody zapaśnicze odbyły się w 14 konkurencjach – 7 w zapasach w stylu wolnym oraz 7 w zapasach w stylu klasycznym. Startowali tylko mężczyźni. Tabelę medalową zawodów zapaśniczych wygrali zawodnicy ze Szwecji (4 złote medale).

## Medaliści

### Styl klasyczny
| Konkurencja               |                   |                    |                  |
| ------------------------- | ----------------- | ------------------ | ---------------- |
| Waga kogucia (- 56 kg)    | Márton Lőrincz    | Egon Svensson      | Jakob Brendel    |
| Waga piórkowa (- 61 kg)   | Yaşar Erkan       | Aarne Reini        | Einar Karlsson   |
| Waga lekka (- 66 kg)      | Lauri Koskela     | Jozef Herda        | Voldemar Väli    |
| Waga półśrednia (- 72 kg) | Rudolf Svedberg   | Fritz Schäfer      | Eino Virtanen    |
| Waga średnia (- 79 kg)    | Ivar Johansson    | Ludwig Schweickert | József Palotás   |
| Waga półciężka (- 87 kg)  | Axel Cadier       | Edvīns Bietags     | Ago Neo          |
| Waga ciężka (+ 87 kg)     | Kristjan Palusalu | John Nyman         | Kurt Hornfischer |

### Styl wolny
| Konkurencja               |                    |                 |                      |
| ------------------------- | ------------------ | --------------- | -------------------- |
| Waga kogucia (- 56 kg)    | Ödön Zombori       | Ross Flood      | Johannes Herbert     |
| Waga piórkowa (- 61 kg)   | Kustaa Pihlajamäki | Francis Millard | Gösta Frändfors      |
| Waga lekka (- 66 kg)      | Károly Kárpáti     | Wolfgang Ehrl   | Hermanni Pihlajamäki |
| Waga półśrednia (- 72 kg) | Frank Lewis        | Thure Andersson | Joe Schleimer        |
| Waga średnia (- 79 kg)    | Émile Poilvé       | Richard Voliva  | Ahmet Kireççi        |
| Waga półciężka (- 87 kg)  | Knut Fridell       | Ago Neo         | Erich Siebert        |
| Waga ciężka (+ 87 kg)     | Kristjan Palusalu  | Josef Klapuch   | Hjalmar Nyström      |

## Tabela medalowa
| Poz. | Państwo           |   |   |   | Łącznie |
| 1    | Szwecja           | 4 | 3 | 2 | 9       |
| 2    | Węgry             | 3 | 0 | 1 | 4       |
| 3    | Finlandia         | 2 | 1 | 3 | 6       |
| 4    | Estonia           | 2 | 1 | 2 | 5       |
| 5    | Stany Zjednoczone | 1 | 3 | 0 | 4       |
| 6    | Turcja            | 1 | 0 | 1 | 2       |
| 7    | Francja           | 1 | 0 | 0 | 1       |
| 8    | III Rzesza        | 0 | 3 | 4 | 7       |
| 9    | Czechosłowacja    | 0 | 2 | 0 | 2       |
| 10   | Łotwa             | 0 | 1 | 0 | 1       |
| 11   | Kanada            | 0 | 0 | 1 | 1       |